# Engel ohne Flügel
Engel ohne Flügel (Verweistitel: Der Engel, der vom Himmel fiel) ist ein deutscher Spielfilm von Maria Theresia Wagner aus dem Jahr 1993. Seine Premiere hatte der Film bei den 27. Internationalen Hofer Filmtagen vom 27. bis zum 31. Oktober 1993.

## Handlung
Zwei Mädchen bringen ihren kranken Hund zu einem Einsiedler, von dem sie hoffen, dass er ihren Pollux wieder gesund macht. Paul lebt hier allein in einer alten Fabrik, in die er sich vor Jahren fern von der Stadt zurückgezogen hat. Ohne sich den Kindern zu zeigen, wartet er, bis sie wieder gegangen sind, und nimmt sich ihres Hundes an. Eine Woche später holen sie glücklich ihren Pollux gesund wieder ab. Zum Dank erhält er von den Kindern kleine Geschenke. Paul wird ansonsten von den Menschen des Ortes gemieden, was ihn aber nicht weiter stört.
Eines Abends wird Paul Zeuge, wie im Wald ein Kleinflugzeug abstürzt. Er eilt hinzu und kann ein Baby aus den Flammen retten. Fortan ist er nicht mehr allein und zieht das Kind bei sich im Wald groß. Paul tauft das Mädchen Libelle und lässt sie in seiner Traum- und Geschichtenwelt groß werden. Bei den Menschen gilt er als „verrückt“, weil er die Welt anders sieht als sie. Paul ist davon überzeugt: wenn man sich nichts ausdenkt, kann es auch nicht geschehen. Also kreiert er die Welt um sich, wie er sie für sich sehen und haben möchte.
Als der Reporter Achim Possart mit einem Drachengleiter über das Fabrikgelände hinwegfliegt, hält ihn die inzwischen 17-jährige Libelle für einen Engel und will ihn vor den Menschen warnen. Sie ist sogleich fasziniert und verliebt sich in den Fremden, als er am nächsten Tag erneut auftaucht und mit seinem Gleiter etwas unsanft zu Boden geht. Zudem fühlt sie sich schuldig, weil sich der Engel vor ihr erschreckt haben könnte und wohl deshalb vom Himmel gefallen ist. Doch der Sensationsreporter wittert hinter dem jungen Mädchen nur eine neue Story für seine Zeitung und interessiert sich gar nicht wirklich für Libelle. Er nutzt ihre Naivität aus und überrascht sie mit normalen Dingen der Zivilisation, die das Mädchen für Zauberei hält. Er spielt ihr Spiel mit und erscheint ihr mit seinen „abnehmbaren Flügeln“ als Engel noch glaubwürdiger.
Sehnsüchtig erwartet Libelle nun jeden Tag das Erscheinen ihres Engels. Ihrem Vater erzählt sie nichts davon, weil Achim sie darum gebeten hatte. Er spielt Libelle vor, ihre Mutter zu kennen, was ihm endgültig ihre Sympathie einbringt. Um seine Ziele zu erreichen, will er ihr sogar ein Bild von ihrer Mutter mitbringen. Doch je öfter Achim Libelle besucht, desto mehr bekommt er Zweifel an seinen eigentlichen Zielen. Er hat bereits unzählige Fotos von ihr gemacht und auch ihren Ziehvater heimlich fotografiert, aber er hält es nun für falsch die geplante Story zu veröffentlichen und Libelle möglicherweise sogar im Fernsehen zu präsentieren. Er befürchtet, dass sie das überlasten und ihre Welt zusammenbrechen würde. Achim erklärt seiner Chefin, Ulla Todau, dass er den Auftrag abrechen wird. Das nimmt diese aber nicht hin und lässt Libelle einen Brief zukommen, um sie von ihrem Vater wegzulocken. Als dieser merkt, dass das Mädchen verschwunden ist, sucht er nach ihr und begibt sich dazu, das erste Mal sein Jahren, wieder unter Menschen. Hier trifft er auf Achim, der dem verzweifelten Mann verspricht Libelle zu ihm zurückzubringen. Ulla Todau hat das Mädchen bis zum Fernsehstudio gelockt und bereitet hier ihre Überraschungsdokumentation vor. Achim kann Libelle noch rechtzeitig finden und sie zu ihrem Vater zurückbringen. Paul hat jedoch aufgrund der Aufregung einen Zusammenbruch und im Sterben liegend trägt er Libelle auf, in die Welt hinauszugehen und ihr Leben zu leben.
Gemeinsam mit Achim beerdigt sie ihren Vater, will aber weiter im Wald bleiben und schickt Achim weg. Nach Tagen der Einsamkeit unternimmt Achim, der sich ehrlich in Libelle verliebt hat, noch einen Versuch: Er besucht sie mit seinem Drachengleiter.
In der Schlussszene sieht man beide gemeinsam mit dem Drachen durch die Lüfte gleiten.

## Hintergrund
Engel ohne Flügel wurde im Jahr 1992 gedreht. Er erschien unter dem Verweistitel Der Engel der vom Himmel fiel auf VHS.

## Kritik
Kino.de schrieb: „Bereits 1993 entstand dieses etwas statische Liebesmelodram der großen Gefühle von Maria Theresa Wagner, das zwar inhaltlich einige Parallelen zu Nell aufweist, aber natürlich in Aufwand und Klasse nie an die große Schwester aus Hollywood heranreicht. Dafür kann die Videopremiere mit einer recht namhaften Besetzung […] aufwarten, die manchen Filmfan anziehen könnte.“
Für die Kritiker der Fernsehzeitschrift TV Spielfilm fand „Das moderne Märchen amüsiert mit unschuldigem Charme.“ Engel ohne Flügel sei „nicht himmlisch, aber durchaus liebenswert“. Sie bewerteten den Film mit dem Daumen nach oben. Das Lexikon des internationalen Films urteilt: „Behäbig und teilweise unbeholfen inszeniertes Melodram, dessen gutgemeinte Botschaft mit platter Symbolik und hölzernen Dialogen transportiert wird.“